# Vampire: The Masquerade
Vampire: The Masquerade (skraćeno VTM ili VtM, eng. Vampir: Maskerata) je prva stolna igra uloga izdavačke kuće White Wolf iz 1991. godine. Ujedno je i prva igra koja je koristila sustav igranja uloga Storyteller System razvijen u White Wolfu.
Igra je smještena u paralelni svijet koji se naziva Svijet tame (eng. World of Darkness). Svijet tame je mračna inačica suvremenog svijeta u kojem vampiri i ostala noćna bića vode neprestanu borbu. Ona su skrivena od ljudi takozvanom Maskeratom, krinkom koju čine utvrđeni obrasci ponašanja u javnosti i pred ljudima. Nesvjesni postojanja bića tame, ljudi postaju pijuni u njihovim spletkama i međusobnim obračunima. Mračna atmosfera igre postignuta je upotrebom gotičkog i pankerskog izričaja. Vampire: The Masquerade postao je zaštitni znak White Wolfa i pokrenuo cijeli niz igara smještenih u isti svijet.